# چاه قاسمی
چاه قاسمی یا چاه نیزه گاب ۱ روستایی در دهستان درح بخش درح شهرستان سربیشه استان خراسان جنوبی ایران است.

## جمعیت
بر پایه سرشماری عمومی نفوس و مسکن در سال ۱۳۹۵ جمعیت این روستا ۳۱ نفر (۸خانوار) بوده‌است.